# Marquardt (Potsdam)

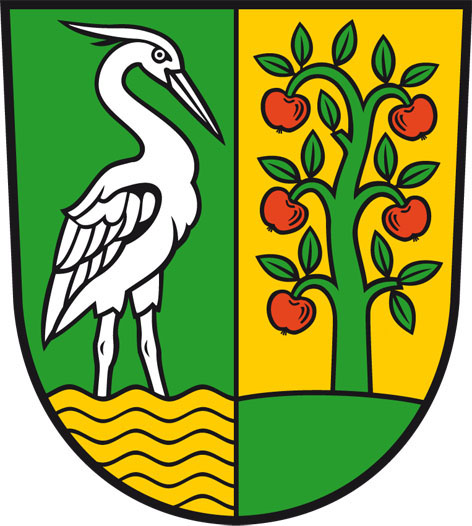
Wappen von Marquardt

Marquardt ist ein Ortsteil mit rund 1100 Einwohnern im Nord-Westen von Potsdam. Die bis dahin eigenständige Gemeinde wurde am 26. Oktober 2003 im Rahmen der brandenburgischen Gemeindegebietsreform nach Potsdam eingemeindet.

## Lage

### Geographie und Charakteristik der Umgebung
Marquardt liegt im Havelland im Bereich der nördlichen Wublitzniederung, in einer von der Weichseleiszeit (der letzten Eiszeit in Norddeutschland) geprägten Landschaft. Die Umgebung ist gewässerreich, es dominiert die Landwirtschaft (je nach Bodenqualität Ackerbau oder Viehzucht), gelegentlich ist das Gebiet durchsetzt von einigen kleinen Waldstücken. Der Boden ist entweder sandig oder (auf Grundmoränen) auch lehmig. In Richtung Süden überwiegen die vom Wasser geprägten Bereiche, im Norden kommen mehr und mehr Reliefunterschiede zutage – das Land wird hügeliger.

### Verkehr
Marquardt ist über die A 10, Ausfahrt Potsdam-Nord, und die Bundesstraße 273 erreichbar (letztere verläuft östlich des Ortes jenseits der Eisenbahnlinie des Berliner Außenringes).
Marquardt liegt an der Bahnstrecke Jüterbog–Nauen und am Berliner Außenring und ist heute an die Regionalbahn (Linie RB 21 Potsdam–Golm–Wustermark–Berlin-Spandau–Berlin Gesundbrunnen) angeschlossen sowie in das Potsdamer Busnetz eingebunden. Marquardt liegt im Tarifbereich Potsdam B bzw. Berlin C Zone.
Der Ort erhielt erst am 17. August 1937 einen Bahnhof, obwohl die Gleise der Umgehungsbahn schon 1902 am Ort vorbei führten. Der Haltepunkt lag zuerst am Sacrow-Paretzer Kanal und wurde nach 1945 zu seinem heutigen Standort an der Fahrländer Straße verlegt.
Marquardt liegt nördlich des Sacrow-Paretzer Kanals, hat aber keinen Hafen. Die Brücke über den Kanal nach Süden Richtung Schlänitzsee und Grube wurde 2003 saniert und ist auch mit einem Fußgängerübergang ausgestattet.

## Politik

### Wappen
Das Wappen wurde vom Heraldiker Frank Diemar gestaltet.

## Sehenswürdigkeiten

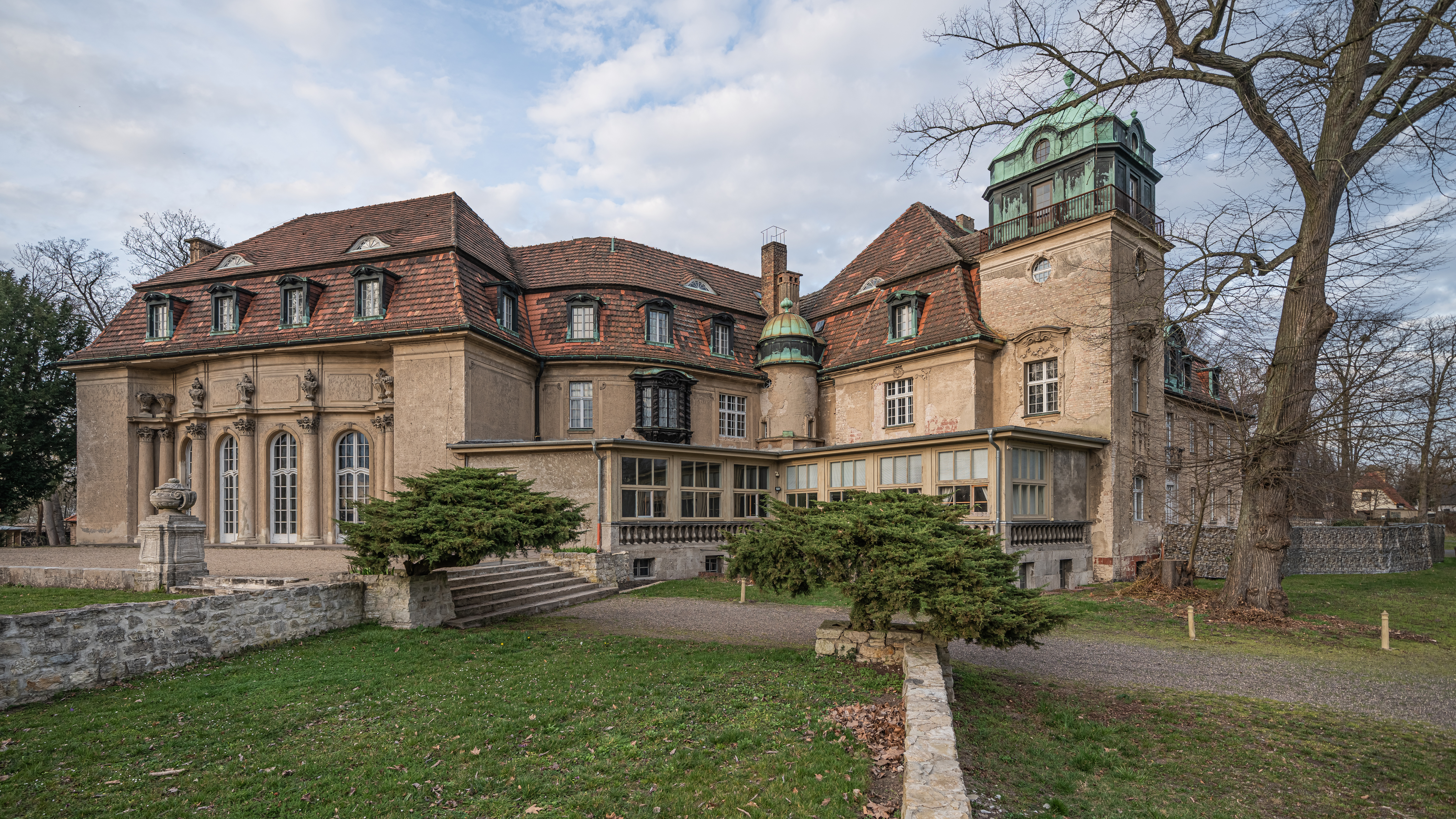
Schloss Marquardt

- Schloss Marquardt, ein barockes Herrenhaus aus dem 18. Jahrhundert, das Anfang des 20. Jahrhunderts durch An- und Umbauten sein heutiges Aussehen erhielt, ist umgeben von einem 1823 nach Plänen Peter Joseph Lennés gestalteten weit verzweigten Park. Ausführlich werden das Schloss und seine Eigentümer von Theodor Fontane im Band Havelland seiner Wanderungen durch die Mark Brandenburg behandelt.
- Die Dorfkirche wurde anstelle eines abgerissenen Vorgängerbaus 1900/1901 nach Plänen des Berliner Architekten Adolf Stegmüller backsteinsichtig auf kreuzförmigem Grundriss im neuromanischen Stil errichtet.[3][4]

## Wirtschaft
Wegen der verkehrsgünstigen Lage verfügt Marquardt über einen Gewerbepark, der weiter ausgebaut werden kann. Die umgebenden landwirtschaftlichen Flächen dienen vor allem dem Obstbau.

## Bildung und Forschung
Bis 1949 war im Schloss die Gartenbauschule Oranienburg, bis 1951 eine Versuchsstation für Agrobiologie, dann das Zentralforschungsinstitut für Obstbau und Obstzüchtung der Deutschen Akademie für Landwirtschaftswissenschaften und von 1957 bis 1992 das Institut für Obstbau der Humboldt-Universität zu Berlin angesiedelt.

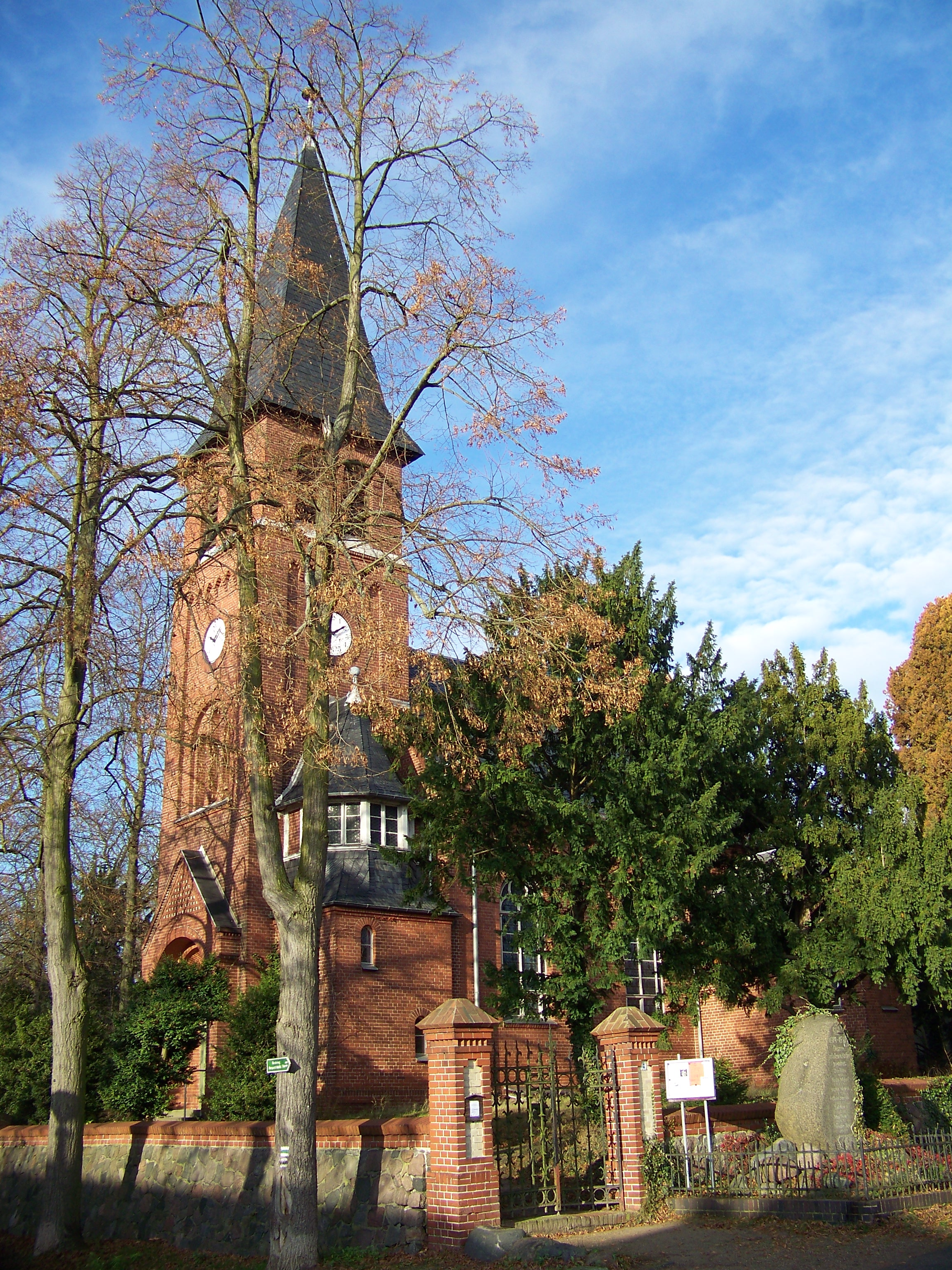
Die Kirche in Marquardt

Die kurz vor der Eingemeindung geschlossene staatliche Grundschule wurde 2006 als Neue Grundschule Marquardt von einem privaten Träger, der Anerkannten Schulgesellschaft (ASG), wiedereröffnet. Angeschlossen ist die Kindertagesstätte Seepferdchen.
Bekannt wurde Marquardt als Standort der seit 1954 bestehenden Schiffbau-Versuchsanstalt Potsdam mit einer 280 m langen Schlepprinne zur strömungsmechanischen Untersuchung von Schiffen.

## Dorfleben
Im Ort gibt es mehrere regelmäßig stattfindende Feste. Dazu gehören das Osterfeuer, früher meist am Strand im Schlosspark, der Maitanz in der sanierten Kulturscheune, das Kinderfest, das Mittsommerfest sowie das Neptunfest, ebenfalls am Strand.

## Kirchliche Organisation
Kirchlich gehört Marquardt zum Pfarrbereich Töplitz der Heilig-Geist-Kirchengemeinde in Werder.